# (466415) 2013 TD2
(466415) 2013 TD2 es un asteroide perteneciente al cinturón de asteroides, descubierto el 27 de septiembre de 2003 por el equipo Spacewatch desde el Observatorio Nacional de Kitt Peak (Arizona, Estados Unidos).